# Alexander Jewgenjewitsch Schilow
Alexander Jewgenjewitsch Schilow (russisch Александр Евгеньевич Шилов, * 6. Januar 1930 in Iwanowo, Sowjetunion; † 6. Juni 2014) war ein russischer Chemiker. 

## Leben und Werk
Schilow studierte Chemie an der Universität Kiew, wo er 1952 sein Studium mit dem Diplom abschloss. Er promovierte 1955 in der Arbeitsgruppe des Nobelpreisträgers Nikolai Nikolajewitsch Semjonow an der Russischen Akademie der Wissenschaften in Moskau. Nach einem Post-Doc-Aufenthalt  bei Sir Cyril Norman Hinshelwood an der Oxford-Universität in London kehrte er an das Institut für Biochemische Physik in Moskau zurück, wo er später den Posten des Direktors übernahm. 1981 wurde er zum korrespondierenden Mitglied der Akademie der Wissenschaften der UdSSR gewählt. 1990 wurde er Vollmitglied der Akademie. Seit 1991 war er Mitglied der Academia Europaea. 2001 erhielt er die Semjonow-Goldmedaille der Russischen Akademie der Wissenschaften. 1982 erhielt er den Staatspreis der UdSSR und 1998 den Staatspreis der Russischen Föderation. Außerdem erhielt den Orden des Roten Banners der Arbeit sowie den Orden der Oktoberrevolution.

## Schilow-System

Schilow-Zyklus

In den späten 1960er Jahren entdeckte er die Platin-katalysierte CH-Aktivierung von Alkanen und erforschte den Reaktionsmechanismus und die Reaktionskinetik der Reaktion. Das Schilow-System ist ein klassisches Beispiel einer katalytischen C-H-Aktivierung. Shilow veröffentlichte im Laufe seiner Karriere mehr als 300 Publikationen.

## Schriften
- mit Georgi Borissowitsch Schulpin: Activation and Catalytic Reactions of Saturated Hydrocarbons in the Presence of Metal Complexes, Kluwer Academic Publishers, 2000